# 中信国安集团
中信国安集团有限公司是一間位於北京的民營企業。主要业务涉及信息产业、酿酒、旅游及度假村、房地产。目前已經破產，被重組入中信國安實業集團有限公司
2014年中信国安引入民營資本，第一大股東中國中信集團現只擁有20.95%股權；中信国安的子公司北京国安足球俱乐部亦同時出售予中信集团的上市旗艦中信股份。
但后来由于债务问题被申请破产重组，中信集团组建中信国安实业集团，并吸收了原中信国安集团的优质资产，剥离了不良资产。

## 主要业务

### 房地产及度假村

#### 天下第一城
位于河北香河，是仿照北京城池建设的微缩版，内部有仿建的皇家园林，是4A级旅游景区。

#### 奥运项目
国安公司的子公司参与建设了北京奥运的奥运村、国家体育场和国家体育馆，并有国家体育场30年的经营权。

### 信息产业
国安公司的子公司中信国安信息产业股份有限公司是深交所上市公司。主营有线电视项目以及4K机顶盒生产服务。
合作对象：
- 广州有线珠江数码甜果电视
- 长沙、湘潭、岳阳、浏阳、益阳市网
- 南广网络（南昌市网）
- 合肥有线
- 湖北广电网络“智宝盒”
- 河北广电网络“e家亲”
- 太原有线
- 华数中广有线

## 企业文化
中信国安集团公司的精神分为两部分。

### 中信风格
中信风格是母公司的风格，由中信集团开国元老荣毅仁制订。
中信风格共有8条，内容如下：
- 遵纪守法
- 作风正派
- 实事求是
- 开拓创新
- 谦虚谨慎
- 团结互助
- 勤勉奋发
- 雷厉风行[2]

### 国安精神
即“国安永远争第一”，这个口号来源于北京国安足球俱乐部的口号，以及队歌。在其官方网站中，这个口号被做成flash成为网站横幅的一部分。可见足球对国安公司的影响。